# David Bueso
David Bueso Guerrero (né le 5 mai 1955 au Honduras) est un joueur de football international hondurien qui évoluait au poste de milieu de terrain.

## Biographie

### Carrière en sélection
David Bueso reçoit plusieurs sélections en équipe du Honduras.
Il dispute trois matchs rentrant dans le cadre des éliminatoires du mondial 1982, inscrivant deux buts. 
Il figure dans le groupe des sélectionnés lors de la Coupe du monde de 1982. Lors du mondial organisé en Espagne, il ne joue aucun match.

## Palmarès
Motagua
- Championnat du Honduras (1) :
  - Champion : 1978.